# Sitting, Waiting, Wishing
Sitting, Waiting, Wishing is een nummer van de Amerikaanse singer-songwriter Jack Johnson uit 2005. Het is de zesde single van zijn derde studioalbum In Between Dreams.
Jack Johnson heeft ook zelf uitgelegd waarom hij het nummer schreef: "Een vriend van mij probeerde een meisje genaamd Michelle te krijgen, en ik probeerde een liedje te schrijven dat hem erom liet lachen, omdat hij er zoveel tijd in stak om haar te krijgen, en het uiteindelijk tot niets leidde. Eigenlijk schreef ik dit nummer dus gewoon om een vriend te laten lachen."
Het nummer werd wereldwijd niet echt een heel grote hit. In de Amerikaanse Billboard Hot 100 kwam het niet verder dan een 66e positie. In de Nederlandse Top 40 haalde het nummer 32. In de Vlaamse Ultratop 50 kwam het nummer niet voor.

## Hitnoteringen

### Nederlandse Top 40
| "Sitting, Waiting, Wishing" in de Nederlandse Top 40 02-07-2005 t/m 23-07-2005 | "Sitting, Waiting, Wishing" in de Nederlandse Top 40 02-07-2005 t/m 23-07-2005 | "Sitting, Waiting, Wishing" in de Nederlandse Top 40 02-07-2005 t/m 23-07-2005 | "Sitting, Waiting, Wishing" in de Nederlandse Top 40 02-07-2005 t/m 23-07-2005 | "Sitting, Waiting, Wishing" in de Nederlandse Top 40 02-07-2005 t/m 23-07-2005 | "Sitting, Waiting, Wishing" in de Nederlandse Top 40 02-07-2005 t/m 23-07-2005 |
| Week                                                                           | 1                                                                              | 2                                                                              | 3                                                                              | 4                                                                              |                                                                                |
| ------------------------------------------------------------------------------ | ------------------------------------------------------------------------------ | ------------------------------------------------------------------------------ | ------------------------------------------------------------------------------ | ------------------------------------------------------------------------------ | ------------------------------------------------------------------------------ |
| Nummer                                                                         | 36                                                                             | 34                                                                             | 32                                                                             | 37                                                                             | uit                                                                            |

### NPO Radio 2 Top 2000
| Nummer met noteringen in de NPO Radio 2 Top 2000 | '09  | '10  | '11  | '12  | '13  | '14  | '15  | '16  |
| ------------------------------------------------ | ---- | ---- | ---- | ---- | ---- | ---- | ---- | ---- |
| Sitting, Waiting, Wishing                        | 1229 | 1356 | 1224 | 1263 | 1191 | 1745 | 1897 | 1925 |

1. ↑  Een vetgedrukt getal geeft de hoogste notering aan.
2. ↑  2009 was het eerste jaar met een notering voor dit nummer.
3. ↑  Deze tabel is bijgewerkt tot en met de laatste editie (2024).